# رينو 25
رينو 25 سيارة من إنتاج مصنع السيارات الفرنسي رينو.وتصنف السيارة كـ سيارة رسمية.إصدار هذا الموديل جاء تعويضا لموديل رينو 20/30 وتلاه رينو سافران.
بدأ إنتاجها سنة 1983 واستمر إلى غاية سنة 1992.
رينو 25 Renault هي سيارة تنفيذية أنتجتها شركة رينو الفرنسية لصناعة السيارات في الفترة من 1983 إلى 1992. خلال ذلك الوقت، كانت السيارة 25 هي السيارة الرائدة في رينو، وهي أغلى وأرقى وأكبر سيارة في تشكيلة الشركة. احتلت المركز الثاني في مسابقة سيارة العام الأوروبية لعام 1985. تم بناء جميع الـ 25 في ساندوفيل، بالقرب من لوهافر، فرنسا.

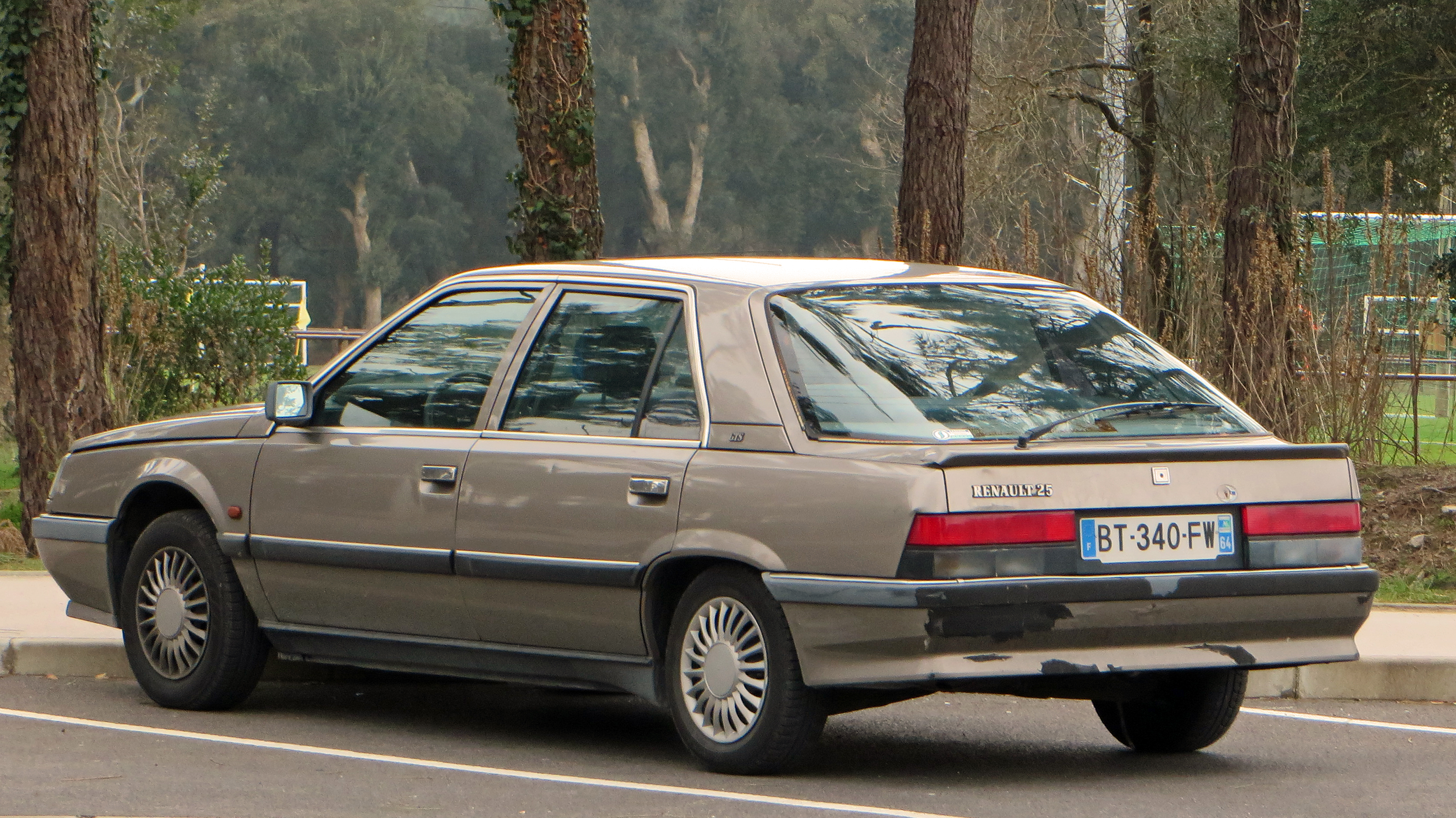
رينو 25 في فرنسا

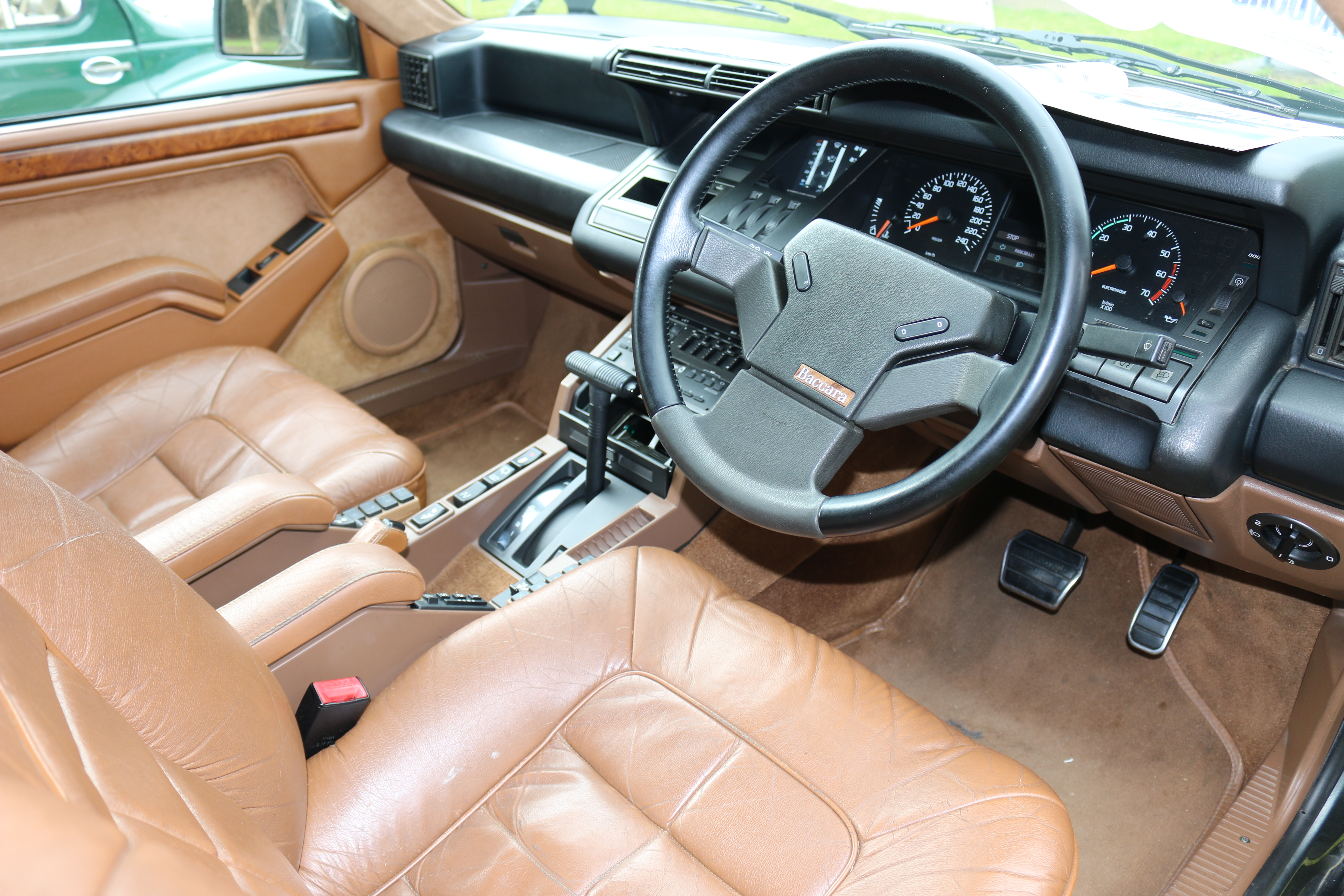
الجزء الداخلي من طراز باكارا من الدرجة الأولى

## المقدمة
تم طرح رينو 25 في نهاية عام 1983 لبدء المبيعات في مارس 1984، وكانت خطوة كبيرة إلى الأمام في كل جانب تقريباً من مجموعة رينو 20 / رينو 30 التي كانت تحل محلها.
صاغ هيكلها الخلفي ذو الخمسة أبواب من قبل المصممين جاستون جوتشي وروبرت أوبرون من شهرة سيتروين إس إم، وكان الأسلوب غير التقليدي (كانت النافذة الخلفية الملتفة هي أشهر ميزة لها) كان يهدف إلى منح السيارة مظهراً بسيطاً للتغلب على تفضيلات العملاء خارج فرنسا لسيارات السيدان الرسمية في هذا الجزء.

### رينو الإقتصادية
كانت الـ 25 واحدة من أولى السيارات المصممة منذ البداية من أجل الكفاءة الديناميكية الهوائية؛ كان معامل السحب (سي دي) 0.31، وهو عامل رئيسي في تحسين الاقتصاد في استهلاك الوقود. حمل طراز تي سي لفترة وجيزة العنوان غير الرسمي «للسيارة ذات الإنتاج الضخم الأيروديناميكي في العالم» مع قرص مضغوط يبلغ 0.28، وعند إطلاقه كان الطراز 25 هو الأفضل بسهولة في فئته من حيث الاقتصاد في استهلاك الوقود.
كانت جميع طرازات رينو 25 ذات دفع أمامي، مع أربع أسطوانات (2 لتر و2.2 لتر حقن بنزين أو 2.1 لتر ديزل) وستة أسطوانات (2849 سم مكعب و2458 سم مكعب حقن توربو) مثبتة بشكل طولي إلى الأمام من المحور الأمامي. كان أداء 25 أعلى من المتوسط بالنسبة لفئتها، على الأقل في مواصفات ڤي 6 تيربو. نسخة تيربو ديزل من محرك جي 8 أس كانت متاحة أيضاً.

### الإشادة
تم الإشادة بـ 25 لراحة الركوب والتعامل المليء بالحيوية (على الرغم من التوجيه الطفيف، وتوجيه عزم الدوران في طرازات ڤي 6 تيربو). نال ناقل الحركة اليدوي المصمم حديثاً إشادة بالإجماع لدقته ونعومته (على الرغم من أن زنبرك الحاجز على الترس الخامس قد يتسبب في خطأ اختيار الترس الثالث). تم تنفيذ التصميم الداخلي المستقبلي من قبل المصمم الإيطالي مارسيلو جانديني (من شهرة لامبورغيني) وكان مثيراً للجدل إلى حد ما، ولكن مقصورة الركاب 25 كانت تعتبر هادئة وواسعة ومضاءة جيداً.

### المعدات
كانت مستويات المعدات عالية ووضعت معايير جديدة للسيارات الفرنسية، بما في ذلك 25 من بين ميزات أخرى، وميزة صريحة لأعلى ولأسفل على نافذة الطاقة للسائق، وتنبيهات صوتية (تغطي عناصر مثل إغلاق الأبواب / غطاء المحرك / صندوق الأمتعة - ضغط الزيت، المحرك  دائرة درجة الحرارة / الشحن والمصابيح المنفوخة)، وواحد من أول أدوات التحكم في الاستريو عن بُعد في العالم، مثبتة على يمين عمود التوجيه (التحكم في مستوى الصوت +/-، البحث عن المحطة، تحديد المحطة (عجلة القيادة) في وضع الراديو وحجم الصوت + /  -، كتم الصوت وتتبع التقدم (إذا كان مدعوماً)). لأول مرة منذ الحرب العالمية الثانية، كان لدى رينو فرصة واقعية لاقتحام قطاع السوق بالحجم الكامل خارج فرنسا.

## انتقال تلقائي

### ناقل الحركة التلقائي
كان الجزء الأقل ديمومة في رينو 25 هو ناقل الحركة الأوتوماتيكي. نتيجة لذلك، فإن معظم الـ25 المتبقية هي ذات الخمس سرعات اليدوية وقد نجا القليل من الأوتوماتيكية. تم استخدام ثلاث ناقل حركة أوتوماتيكي في آر 25 إم جي 3، 4141، كلاهما ثلاث سرعات، وأربع سرعات جديدة إي آر 4، استخدمت لاحقاً في رينو سافران باسم أي دي 8 وإي دي 4. نظراً لسوء الجودة والتصميم لمبرد أي تي إف، خاصةً في إي آر 4 الأحدث، اكتسبت هذه الإصدارات سمعة سيئة من حيث الموثوقية. يمكن أن يؤدي تسريب مبرد أي تي إف إلى عطل في علبة التروس مع القليل من التحذير المادي أو عدم وجوده، باستثناء بقع إي تي إف الموجودة أسفل السيارة التي لم ينتبه لها جميع السائقين أو لم ينتبهوا لها بالسرعة الكافية.
بدأت عمليات النقل الأولى بالفشل في غضون بضع سنوات، بينما كان النموذج لا يزال قيد الإنتاج. أعدت رينو بعد ذلك حزمة كان من المقرر أن تحل محل المبرد الأصلي ذي الجودة الرديئة بغض النظر عن عمر السيارة وعدد الأميال.  ومع ذلك، لا يمكن تغيير موقع المبرد أمام العجلة اليمنى. نتيجة لذلك، تعتبر رينو 25 أوتوماتيك المزودة بناقل حركة أي آر 4 نادرة اليوم.

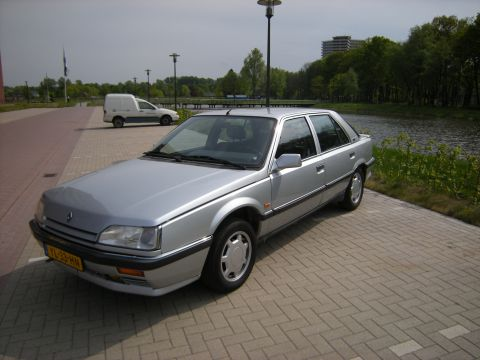
ريندنو 25 1990 (شد الواجهة)

## شد الواجهة
خضعت السيارة لعملية تجميل في يونيو 1988، مع واجهة أمامية جديدة، ومصابيح خلفية، ومواد داخلية، ونظام تعليق أمامي. بشكل أساسي، تم تغيير كل لوحة على السيارة التي تم تحسينها، بهدف تسهيل التصميم. كما تميز الإصدار الجديد بمحركات أكثر قوة، حيث تم إسقاط محرك 2.2آي واستبداله بإصدار 12 فولت من محرك 2.0آي الذي ينتج 140 حصاناً.
كان هناك عدد قليل من السيارات التي نفذت بعد شد الوجه والمزودة بمحرك 2.2آي لاستخدام المخزونات، وقد تم تصنيفها عند 123 حصاناً عادياً لهذا المحرك. انتهى الإنتاج في فبراير 1992، لإفساح المجال لسيارة رينو سافران.

## النماذج ذات الصلة

### إيجل بريمير / دودج موناكو
المقال الرئيسي: إيغل بريمر
كانت رينو 25 أساس منصة السيارات للسوق الأمريكية إيغل بريمر التي قدمتها شركة أمريكان موتور. تميزت بريمر بتصميم خارجي من قبل إيتالديزاين جيوجيارو باستخدام هيكل رينو 25، على الرغم من أن التعليق مشتق من ميداليون إيغل (رينو 21).
تم تصميم المقصورة من قبل شركة أمريكان موتورز. عندما تم إطلاقه في يناير 1988، تم تصنيف الطراز باسم إيغل بريمر، بعد بيع رينو حصتها البالغة 47٪ في أي إم سي إلى شركة كرايسلر في عام 1987. من عام 1990 إلى عام 1992، قامت شركة كرايسلر أيضاً بتسويق نسخة جديدة باسم دودج موناكو.

### رينو 25 ليموزين
تم تقديم نسخة قاعدة عجلات ممتدة من سيارة رينو 25 الأولية، تسمى رينو 25 ليموزين. كان أطول بمقدار 22.7 سم (8.9 بوصة) من السيارة القياسية وكان متاحًا في نوعين مختلفين. كان لسيارة ليموزين 25 القياسية نفس المقعد الخلفي لنموذج قاعدة العجلات القياسي بينما كان للنسخة التنفيذية مقعدين فرديين مع تعديل كهربائي. تم إسقاط سيارة الليموزين (المتوفرة فقط كـ 2.7 V6 لـآر إتش دي) من مجموعة رينو المملكة المتحدة، في غضون عامين من تقديمها في عام 1985، لكنها استمرت في الأسواق الأوروبية الأخرى.
قدم بناة المدربين، مثل بونكر، متغيرات مضادة للرصاص بالإضافة إلى تركيب محركات 2.5 لتر في 6 تيربو. لبعض الوقت، استخدم رئيس فرنسا سيارة ليموزين مدرعة من طراز رينو 25، مع بعض التعديلات الخاصة. ليس أقلها حاقن وقود إضافيين تم تركيبهما في قوالب العتبات على جانبي السيارة عند وضع العمود «بي».
تم توصيلها مباشرة بنظام وقود المحرك من خلال مفتاح في مقصورة الركاب والذي من شأنه، إذا كان المحرك يعمل، أن ينبض في نفس الوقت بنفاثات عالية الضغط من البنزين الأنيق ويشعلها كرادع. نظراً لأن نظام حقن الوقود يعمل بضغط عالٍ، كان من الممكن أن يكون هذا قاذف لهب فعالًا جداً ولكنه خطير إلى حد ما بالنسبة للمارة الأبرياء. تمت إزالة النظام لاحقاً لهذا السبب.

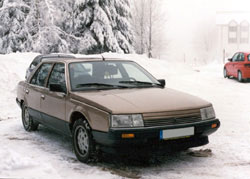
مصابيح أمامية مزدوجة الشعاع في سيارة رينو 25 في 6 قبل تغيير الواجهة

## مستويات القطع

### مواصفات السوق الفرنسي
المستوى 1: التوجيه المعزز والنوافذ الأمامية ونظام الصوت اختياري. لا توجد كسوة جانبية للجسم أو ممسحة زجاجية خلفية. مصابيح أمامية أحادية الشعاع.
المستوى 2: التوجيه المعزز، ونوافذ كهربائية أمامية، وسماعتين ستيريو، وتكسية جانبية، ومساحة قياسية. نظام صوتي 2×6 واط مع أدوات تحكم مثبتة على عجلة القيادة (مصممة خصيصاً من قِبل فيليبس لهذا الطراز) اختيارياً.
المستوى 3: نوافذ كهربائية أمامية وخلفية، ومرايا كهربائية، ونظام صوتي قياسي 2 × 6 واط من فيليبس. كمبيوتر الرحلة ومقياس الوقود الرقمي على إصدارات البنزين. المكابح المانعة للانغلاق، وتكييف الهواء، ونظام الصوت 4 × 20 واط من فيليبس مع أدوات تحكم مثبتة على عجلة القيادة اختيارية.
المستوى 4: 4 × 20 واط نظام الصوت فيليبس والتعبير عن معيار نافذة الطاقة للسائق لأعلى / لأسفل. مصابيح أمامية مزدوجة الشعاع.
المستوى 5: تكييف الهواء، والمقصورة الداخلية من الجلد، ومكابح مانعة للانغلاق، ومقاعد أمامية كهربائية بسبع وضعيات، ومساند رأس خلفية قابلة للتعديل، وإدراج من خشب الدردار (ألواح الأبواب، مقبض ناقل الحركة) قياسي
المستوى 6: التحكم التلقائي في المناخ، مثبت السرعة، المزج الصوتي، الوسائد القابلة للنفخ، مقعد الذاكرة، مرايا الذاكرة، أقفال الأبواب الكهربائية، تحرير صندوق الأمتعة، إغلاق صندوق السيارة، المساعدة المتغيرة (الحساسة للسرعة) التوجيه المعزز، التنبيه.
المستوى 7: نظام هيدروليكي يتم التحكم فيه إلكترونياً لطرازات باسارا (تعليق امتصاص الصدمات المتغير. يمكن استخدام هذا النظام بإحدى طريقتين: رياضي أو أوتوماتيكي. في الوضع التلقائي، ستتحكم الوحدة الإلكترونية في ثلاثة مستويات لامتصاص الصدمات تُعرف باسم «الراحة»، الوضع «المتوسط» و«الرياضي»، والذي سيتم اختياره تلقائياًٌ وفقاً لإستراتيجية مع مراعاة معايير سرعة السيارة، والتسارع الطولي، والتسارع المستعرض، والتسارع العمودي، ومفتاح أضواء «التوقف»).

## المحركات
(مواصفات السوق الفرنسية ما لم يذكر خلاف ذلك. كل القياسات بالحصان.)

### محركات البنزين
2.0 لتر كاربراتير 8 فولت I4 103 حصان (76 كيلوواط) تي سي (1984-92، مستوى تقليم 1) وجي تي سي (1984-92، مستوى تقليم 2). السرعة القصوى: 182 كم / س (113 ميل / س)
2.0 لتر حقن الوقود 8 فولت I4 120 حصان (88 كيلو واط) (107 مع المحول الحفاز في إصدارات التصدير)
تي إكس (1987–88، مستوى القطع 2؛ 1989–92، مستوى القطع 3) وتكس (1990–92، مستوى القطع 4) السرعة القصوى: 195 كم / ساعة (121 ميل / ساعة)
2.0 لتر حقن بالوقود 12 فولت I4 136 حصان (100 كيلوواط) تي (1991-1992، مستوى القطع 3) وتكس (1990-92، مستوى القطع 4) السرعة القصوى: 203 كم / ساعة (126 ميل / ساعة)
2.2 لتر حقن بالوقود 8 فولت I4 123 حصان (90 كيلو واط)
جي تي إكس (1984-89 في جميع الأسواق، مستوى القطع 3؛ 1990-92 للتصدير فقط، مستوى القطع 4) السرعة القصوى: 205 كم / ساعة (127 ميل في الساعة)
2.2 لتر حقن بالوقود 8 فولت 110 14 حصان (81 كيلو واط)
جي تي إكس (1984-89 في جميع الأسواق، مستوى القطع 3؛ 1990-92 للتصدير فقط، مستوى القطع 4) السرعة القصوى: 189 كم / ساعة (117 ميل في الساعة)
2.7 لتر حقن الوقود 12 فولت في 6 144 حصان (106 كيلوواط) V6 حقن (1984-88، مستوى القطع 4) السرعة القصوى: 201 كم / ساعة (125 ميل في الساعة)
2.9 لتر حقن بالوقود 12 فولت 6160 حصان (118 كيلو واط) (153 مع محول حفاز بعد 1990)
تي إكس ڤي 6 (1991-1992، مستوى تقليم 3) ڤي 6 حقن (1989-92، مستوى تقليم 4) وباسارا (1989-92، مستوى تقليم 5) السرعة القصوى: 212 كم / ساعة (132 ميل في الساعة)
2.9 لتر حقن بالوقود 12 فولت 6153 حصان (113 كيلو واط)
تي إكس في 6 (1991-1992، مستوى تقليم 3)، في6 حقن (1989-92، مستوى تقليم 4) وبارسا (1989-92، مستوى تقليم 5) السرعة القصوى: 208 كم / ساعة (129 ميل في الساعة)
2.9 لتر حقن بالوقود 12 فولت 6139 حصان (102 كيلو واط) حقن في 6 (1987-88) السرعة القصوى: 199 كم / ساعة (124 ميل في الساعة)
2.5 لتر حقن بالوقود 12 فولت في 6 توربو 182 حصان (134 كيلوواط)
في 6 توربو (1985-90، مستوى 4 مع عجلة قيادة خاصة بالطراز، جنوط، مصدات ملونة (غير متوفرة في أي سيارة PH1 أخرى) والشبكة حتى عام 1989). السرعة القصوى: 225 كلم / س (140 ميل / س)
2.5 لتر حقن الوقود 12 فولت في 6 توربو 205 حصان (151 كيلوواط)
في 6 توربو (1990-92، مستوى التشذيب 4) وفي 6 باكارا تيربو (1990-92، مستوى القطع 5) السرعة القصوى: 233 كم / ساعة (145 ميل في الساعة)

### محركات الديزل
2.1 لتر 8 في I4 (1984-1988، مستوى القطع 1) وجي تي دي (1984-92، مستوى القطع 2) السرعة القصوى: 155 كم / ساعة (96 ميل في الساعة)
2.1 لتر 8 في I4 دي تيربو (1984-92، مستوى القطع 3) ودي إكس تيربو (1984-92، مستوى التشذيب 4 باستثناء عدم وجود نافذة للسائق السريع لأعلى / لأسفل قبل 1989) السرعة القصوى: 172 كم  / ساعة (107 ميل في الساعة)

## أستراليا والمملكة المتحدة
تم تصدير رينو 25 أيضاً إلى أستراليا. تم طرحه في عام 1985، وكان بسعر 35000 دولار أسترالي بدون مثبت السرعة. كان لديه إعداد فرامل أسطواني، بدلاً من أقراص للعجلات الأربع كما في رينو 18.
تم تصدير رينو 25 إلى المملكة المتحدة منذ بداية عام 1984، حيث ساعد هيكلها الهاتشباك على التميز مقارنة بالصالونات التقليدية.
كانت جي تي إكس في المملكة المتحدة معادلة للمستوى 3 في القائمة أعلاه واستخدمت محرك 123 حصان 2.2 آي. بالنسبة لإصدارات شد الواجهة، كان ما يعادل جي تي إكس هو تي إكس آي، بمحرك 2.0 12 فولت بقوة 140 حصان.
تم استخدام رأس 12 فولت من المحرك 2.0 مؤخراً في محرك 2.2 آي في سافران. تعد المحركات 2.2 في سافران نسخة طويلة الشوط لمحرك 2.0 - والذي أعطى عزم دوران أفضل ولكنه كان أقل سرعة في الدوران.
بالنسبة للمملكة المتحدة، تضمنت مجموعة ما قبل شد الواجهة تي سي، موناكو (كونها إصدار خاص بطلاء بني معدني، وشارات موناكو على الإطارات وألواح إدراج سي بيلر، والداخلية الجلدية وبعض التغييرات الأخرى من مواصفات تي سي)، محرك في 6 توربو.
كانت سيارات شد الواجهة هي تي إكس (12 في / آي 2.2 طلب خاص)، تي إكس آي (2.0 آي 12 في / 2.2 آي طلب خاص) في 6 تيربو لفترة قصيرة وبارسا (2.9 آي / 2.4 آي في 6 تيربو) الذي كان أعلى من النطاق.  كان محرك 2.2 آي (123 حصان) في سيارات المرحلة 2 متاحاً فقط «أثناء نفاذ المخزون»، وهي سيارة نادرة جداً. الضغط المنخفض 108 حصان آي 2.2 لم يتم بيعه في المملكة المتحدة.

## ذات صلة
شركة رينو

## روابط خارجية
رينو 20 \ رينو 30